# Basilica di Notre-Dame di Folgoët
La basilica di Notre-Dame di Folgoët (in francese: basilique Notre-Dame du Folgoët) è una chiesa cattolica di Le Folgoët, nel dipartimento del Finistère.

## Storia
Nel paese abitava Salaün ar Foll (dal francese "il pazzo del bosco"), un giovane nato nel 1310, così chiamato perché affetto da deficit psichico, ma benvoluto per la sua buona indole e molto devoto dal punto di vista religioso. Mendicava ripetendo sempre le parole "Ave Maria".
Quando morì, sulla terra che lo ricopriva spuntò un giglio, sulla cui corolla si potevano leggere, secondo la tradizione, le parole "Ave Maria". Quando la gente del posto riportò alla luce il suo corpo, scoprì che il giglio aveva avuto origine dalla bocca del giovane. Il fatto divenne famoso e portò alla costruzione del santuario, dove si conserva il cranio di Salaün.